# Etienne Oehmichen

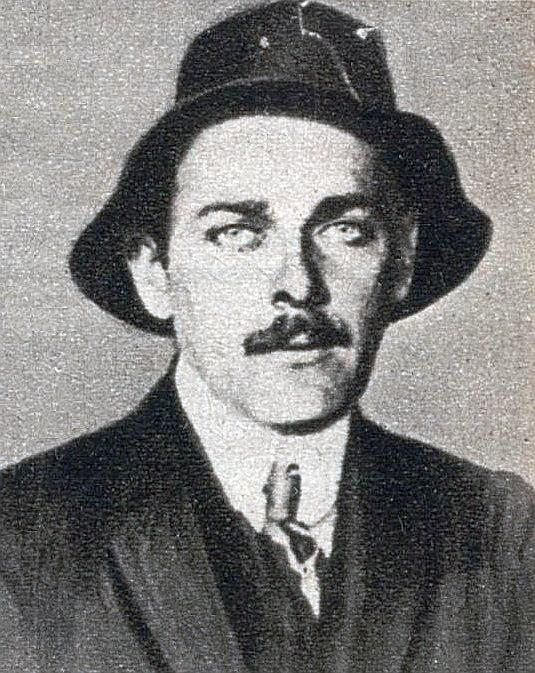
Étienne Œhmichen en mayo de 1924.tuvo su primer éxito con un helicóptero siguiendo una trayectoria circular con una longitud cerca de un kilómetro con 7 minutos y 40 segundos en el mismo lugar para aterrizar.

Étienne Œhmichen (* 15 de octubre de 1884, en Châlons-en-Champagne; † 10 de julio de 1955 en París), fue un ingeniero y diseñador francés de helicópteros.

## Vida
Estudió en École Centrale Paris. El 18 de febrero de 1921, completó su primer vuelo con éxito en un helicóptero y el 11 de noviembre de 1922 fue por primera vez en el Œhmichen No.2 en el aire, probablemente el primer genio fiable en volar, lo que podría llevar un hombre. Allí, continuó con pequeños rotores montados verticalmente con rotores horizontales grandes y llegó a la estabilización de la máquina en su conjunto. Esta idea, luego llevó al desarrollo del rotor de cola. El 14 de abril de 1923, tuvo el récord con un vuelo de cerca de 358 metros. Un año después, el 4 de mayo de 1924, tuvo su primer éxito con un helicóptero siguiendo una trayectoria circular con una longitud cerca de un kilómetro con 7 minutos y 40 segundos en el mismo lugar para aterrizar. Por esto, recibió el premio anunciado de 10 000 francos franceses. En 1931, Œhmichen inventó y probó un tipo de dirigible que él llamado Helicosta que era controlado por cuatro puntales móviles que pueden despegar y aterrizar sin tripulación de tierra y también puede flotar.
Œhmichen fue también un biólogo y trató con la principal función de las alas de los insectos, especialmente las libélulas. Era el final de los 30 años como profesor de biología en el Colegio de Francia en París, dónde él trabajó hasta su jubilación de enseñanza. Sus escritos y fotografías que figuran las observaciones de los vuelos de los pájaros e insectos, los científicos de hoy sirven la biomecánica como base para futuras investigaciones en la construcción de las palas de rotor flexibles. 